# Elektrociepłownia Bielsko-Biała

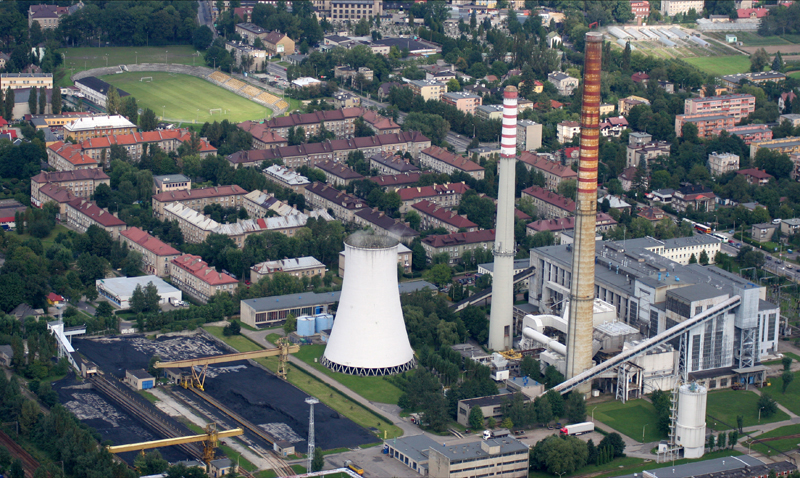
Widok na starą elektrociepłownię i sąsiednie Osiedle Grunwaldzkie (2008)

Elektrociepłownia Bielsko-Biała (EC1) – elektrociepłownia znajdująca się w Bielsku-Białej, będąca od 28 grudnia 2001 w składzie Południowego Koncernu Energetycznego S.A. Wraz z Elektrociepłownią Bielsko-Północ (EC2) w Czechowicach-Dziedzicach wchodzi w skład Zespołu Elektrociepłowni Bielsko-Biała. Obecnie wchodzi w skład Tauron Ciepło.
Obecny zakład ciepłowniczy powstał w latach 2011–2013 i zastąpił starszy wybudowany z myślą o zastąpieniu wielu lokalnych i przemysłowych kotłowni w latach 1960–73. Stara elektrociepłownia Bielsko-Biała składała się z czterech kotłów parowych: dwóch typu OP120, jednego typu OP140 i jednego typu OP230; oraz trzech turbozespołów: dwóch typu TUK 25 (upustowo-kondensacyjne) i jednego typu TP 30 (przeciwprężny). Moc elektryczna osiągalna wynosiła 77 MW, a osiągalna moc cieplna – 275 MJ/s. Roczna produkcja energii elektrycznej wynosiła 260 000 MWh, a produkcja ciepła 2 580 000 GJ.
Kominy elektrociepłowni mierzyły odpowiednio:
- 160 m – (25. pod względem wysokości w Polsce), wybudowany w 1967[1]
- 120 m – wybudowany w 1960[1]

Od sierpnia 2019 rozpoczęła się procedura wyburzania nieczynnej starej elektrociepłowni. Wyburzone zostały oba kominy 160 i 120 m, chłodnia kominowa, maszynownia, sprężarkownia. Prace rozbiórkowe trwały do kwietnia 2021. 